# قباغ كندي
قباغ كندي هي قرية في مقاطعة مياندوآب، إيران. يقدر عدد سكانها بـ 683 نسمة بحسب إحصاء 2016.